# Eveline Widmer-Schlumpf
Eveline Widmer-Schlumpf, född 16 mars 1956 i Felsberg i Graubünden, är en schweizisk jurist och  politiker (Borgerliga demokratiska partiet).
Fram till juni 2008 tillhörde hon partiet Schweiziska folkpartiet. Hon var ledamot i Förbundsrådet åren 2008-2015 och var Schweiz justitieminister till och med 31 oktober 2010. Den 1 november 2010 efterträdde hon Hans-Rudolf Merz som landets finansminister. Widmer-Sclumpf var förbundsrådets vicepresident under 2011. År 2012 var Widmer-Schlumpf Schweiz förbundspresident.